# Christina Stürmer
Christina Stürmer, född 9 juni 1982 i Altenberg bei Linz, är en österrikisk sångerska. Hon blev känd år 2003 efter sin andra plats i talangtävlingen Starmania som visades på TV i Österrike. Hon har sålt fler än 1,5 miljoner skivor i Österrike, Tyskland, Schweiz och Italien. År 2010 släppte hon sitt senaste album Nahaufnahme, hennes femte studioalbum.

## Karriär

### Tidiga åren
Hon kom från en väldigt musikalisk familj. Som 13-åring spelade hon saxofon i ett jazzband. Förutom saxofon kunde hon även spela flöjt. År 1998 började hon sjunga i ett band som hon skapat själv. Bandet kallades för "Scotty" och spelade covers, främst på engelska. Scotty släppte en EP år 2000 med titeln Waste Of Time. Hon var även med i en grupp med namnet "Sulumelina" som sjöng a cappella. Efter att hon hoppat av gymnasiet fick hon en lärlingsplats i en bokaffär i staden Linz. Några månader senare ansökte hon till Starmania, en talangtävling som fungerar nästan i samma stil som Idols.

### Genombrott
I Starmania slutade hon på andra plats efter Michael Tschuggnall. Kort därefter släppte hon sin debutsingel med titeln "Ich lebe" (Jag lever). Låten blev genast en succé och toppade Österrikes singellista i hela 9 veckor i rad mellan början på april och början på juni 2003.
Efter "Ich lebe" släppte hon ytterligare två framgångsrika singlar, "Geh Nicht Wenn du Kommst" och "Mama (Ana Ahabak)". Den senare som släpptes i slutet av 2003 toppade Österrikes singellista i 7 veckor i rad. Den 16 juni 2003 släpptes hennes debutalbum Freier Fall (Fritt fall) som toppade landets albumlista och tillbringade totalt över ett år på listan. Under hösten 2004 turnerade hon i Österrike. En konsert i Wien i november spelades in och nästa år släpptes hennes första livealbum Wirklich Alles!.

### Internationell succé
I slutet av 2004 försökte hon tillsammans med sina managers, Andreas Streit och Bernd Rengleshausen, slå igenom i Tyskland. Det gick till en början inte särskilt bra men i april 2005 släpptes en omgjord version av hennes debutsingel "Ich lebe" i Tyskland och blev framgångsrik. Den nådde nittonde plats på den tyska singellistan där den totalt tillbringade åtta veckor. Hennes tredje studioalbum Schwarz Weiss som släpptes den 30 maj 2005 blev en enorm succé i Tyskland då det nådde tredje plats på albumlistan och stannade på listan i nästan ett år. Albumet lyckades även bra i Schweiz. De flesta av låtarna på detta album var redan kända i Österrike. I och med den nya populariteten i Tyskland och Schweiz hade dessa låtar spelats in på nytt och gjorts mer rockiga.
I slutet av 2005 turnerade hon med sitt band genom Tyskland och Schweiz. De gjorde nästan 40 konserter totalt och det hela pågick i två månader. Vissa av konserterna fick flyttas till större lokaler eftersom krav på biljetter var så pass högt. Hennes fjärde studioalbum Lebe Lauter släpptes den 15 september 2006. Albumet toppade listorna i både Tyskland och Österrike. Hon spelade även in låten "Fieber" som var Österrikes officiella sång till Europamästerskapet i fotboll 2008 som landet var värdar för tillsammans med Schweiz. Sedan dess har hon släppt flera album och singlar som det gått bra för.

## Diskografi

### Studioalbum
- 2003 – Freier Fall
- 2004 – Soll das wirklich alles sein?
- 2005 – Schwarz Weiss
- 2006 – Lebe lauter
- 2009 – In dieser Stadt
- 2010 – Nahaufnahme

### Samlingsalbum
- 2008 – laut-Los

### Livealbum
- 2005 – Wirklich alles!